# ルイージ・ドゥランド・デ・ラ・ペンネ
侯爵ルイージ・ドゥランド・デ・ラ・ペンネ (Il Marchese Luigi Durand de la Penne、1914年2月11日 - 1992年1月17日) は、イタリア海軍軍人。最終階級は海軍中将。
デ・ラ・ペンネは第二次世界大戦中、デチマ・マスのフロッグマンとして人間魚雷マイアーレを用いた特殊作戦に従事し、イギリス海軍の戦艦「ヴァリアント」を大破着底させた。
戦後もイタリア海軍で活動を続けたほか、イタリア共和国代議院（下院）議員も務めた。日本語文献では「デ・ラ・ペンネ伯」とも記載される。

## 経歴
デ・ラ・ペンネは1914年2月11日にジェノヴァで生まれた。生家はイタリアと国境を接する現在のフランス・アルプ＝マリティーム県にあるラ・ペンヌを領する貴族で、6代前のアレクサンドル・ジョセフ（1755年生、1816年没）が侯爵に叙せられている。
1934年10月にリヴォルノのサン・ジョルジョ航海学校で教育を受けた後、海軍兵学校に進学した。1935年に卒業後、少尉に任官して駆逐艦「フルミーネ」勤務となり、さらにラ・スペツィアの第6MAS戦隊に配属となった。1938年には中尉に昇進し、引き続きMAS部隊での活動を続けた。

### 沈没潜水艦救援

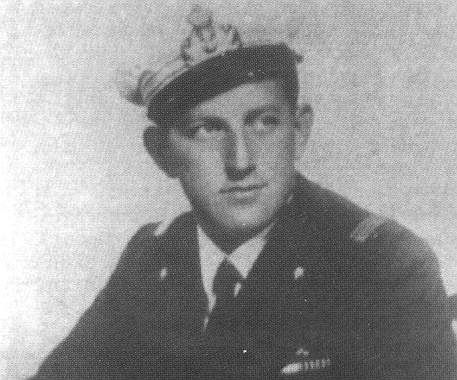
制服着用のデ・ラ・ペンネ。

1940年8月22日、人間魚雷母艦として用いられていたペルラ級潜水艦「イリデ」が、ボンバ湾でイギリス海軍のソードフィッシュ雷撃機が投下した魚雷によって沈められた。
空襲は浅瀬での演習中に発生し、テセオ・テセイとデ・ラ・ペンネの士官2名を含む4名の人間魚雷分隊が周囲にいた。そのため、「イリデ」が沈むとすぐに救助活動を行うことができた。海底に沈んだ「イリデ」艦内で生き残っていた乗員12名のうち、2名は浮上に失敗して死亡し、9名は生きて救助され（うち2名は負傷により間もなく死亡）、1名はショックのあまり艦を離れることができなかった。デ・ラ・ペンネは彼を浮上させようとし、自身の呼吸装置さえ与えたが、結局その乗員は浮上を拒否して死んだ。

### ジブラルタル港攻撃
1940年10月30日には、ジブラルタルに在泊中のイギリス艦船を人間魚雷で攻撃するB.G.1作戦に参加した。デ・ラ・ペンネの人間魚雷を含む3艇が母艦である潜水艦「シーレ」から出撃した。しかし、デ・ラ・ペンネの艇を含む2艇が機関故障を起こしたため、乗員は艇を放棄して中立国スペインに上陸した。その後、デ・ラ・ペンネらはイタリアの工作員らの手助けを受けて本国に帰還した。
残る1艇は作戦を続けたが、戦艦「バーラム」の近くまで接近したものの呼吸装置の故障によって到達できず、乗員は浮上して捕虜になった。作戦は失敗したものの、この経験は人間魚雷が敵軍港の近くまで潜入できる可能性を証明するものとなった。デ・ラ・ペンネはこの任務で武勇銀勲章を受章した。

### アレクサンドリア港攻撃
デ・ラ・ペンネは、イギリス海軍地中海艦隊の本拠地であるアレクサンドリア港所在艦艇への人間魚雷攻撃（アレクサンドリア港攻撃）に参加した。1941年12月、彼は6名からなる攻撃隊の一員となった。攻撃隊は、マイアーレ221号艇（デ・ラ・ペンネとエミリオ・ビアンキのペア）、マイアーレ222号艇（アントニオ・マルセリアとスパルタコ・シェルガットのペア）、マイアーレ223号艇（ヴィンセンツォ・マルテロッタとマリオ・マリーノのペア）から成った。
彼らは湾内に潜入して機雷を仕掛け、戦艦「クイーン・エリザベス」と「ヴァリアント」、 油槽船「サゴナ」を着底させ、駆逐艦「ジャーヴィス」を大破させる戦果を挙げた。

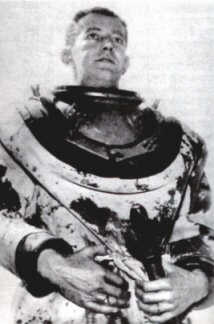
潜水服を身に着けたデ・ラ・ペンネ。

デ・ラ・ペンネは母艦である潜水艦「シーレ」から発進したが、攻撃のため潜航中にペアのビアンキが酸素中毒で浮上せざるを得なくなった。ブイに何とかしがみついたビアンキを残して一人攻撃を試みたが、単独ではマイアーレの機雷を「ヴァリアント」の艦底に取り付けるのは不可能であった。そこで、デ・ラ・ペンネは機雷を「ヴァリアント」の艦首下の海底に設置して退避した。
フロッグマンの3つのチームのうち、機雷が爆発する前に捕らえられたのはデ・ラ・ペンネとビアンキだけだった。他の2チームは海岸にたどり着くことができたが、彼らも翌日アレクサンドリア市内で逮捕された。デ・ラ・ペンネは、「ヴァリアント」艦長チャールズ・モーガン大佐に機雷の位置を知らせることを拒否したため、2名は弾薬庫に近い甲板下の独房に閉じ込められた。機雷が設置されたと思われる場所のすぐ上である艦底部に拘禁すれば、恐怖心から位置を明かすであろうという目論見であった。
だが、それでもデ・ラ・ペンネとビアンキは口を割らず、1時間半に亘ってじっと独房に座っていた。そして爆発の数分前、デ・ラ・ペンネはモーガン艦長に爆発が差し迫っていることを知らせた。すぐに乗員に対して艦から避難するように命令が下され、数分後、艦底で機雷が爆発した。
「ヴァリアント」は大破着底したが、モーガン艦長以下全乗員、そして艦底部に拘禁されていたデ・ラ・ペンネとビアンキのペアも無事であった。
アレクサンドリア港攻撃における戦功によって、捕虜になったデ・ラ・ペンネは少佐へ昇進するとともに、国王ヴィットーリオ・エマヌエーレ3世から軍事上の勇敢さに対して授与されるイタリア最高の軍事勲章である武勇黄金勲章を授与された。大戦末期の1945年3月にターラントで授与式が行われたが、その際デ・ラ・ペンネに武勇黄金勲章を渡したのは、皇太子ウンベルトの招待により出席した元「ヴァリアント」艦長モーガン中将であった。

### 連合軍側での活動
1943年9月8日の休戦後、デ・ラ・ペンネは英領インドの捕虜収容所から解放され、連合国側で戦う機会を与えられた。彼はそれを受け入れ、南部に逃れた王国側のイタリア共同交戦海軍フロッグマンとして任務に戻った。
共同交戦海軍ではイタリア海軍とイギリス海軍双方のフロッグマンが共同で任務にあたる特別潜水部隊マリアッサルトが編成され、デ・ラ・ペンネもその中心メンバーの一人となった。かつて海中で激しく対立した両者だったが、マリアッサルトでは双方が協力し複数の任務に従事した。
デ・ラ・ペンネは、1944年6月21日の夜にラ・スペツィア港内の重巡洋艦「ボルツァーノ」と「ゴリツィア」を中心とする艦艇への人間魚雷による英伊合同攻撃（QWZ作戦）に参加した。MSボート74号と、駆逐艦「グレカーレ」から出撃したデ・ラ・ペンネらが乗るMTSM2隻は、湾口でイギリス製人間魚雷チャリオット2艇を発進させた。潜入したチャリオットのうち1艇は故障により目標へ到達できず、また「ゴリツィア」やUボート等への攻撃も失敗したが、「ボルツァーノ」を転覆・沈没させることに成功した。

### 戦後

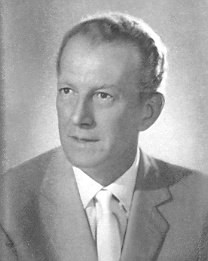
1963年、代議院議員時代のデ・ラ・ペンネ。

戦後も、デ・ラ・ペンネはイタリア海軍に在籍した。1950年に中佐に昇進し、1954年には大佐に昇進した。1956年、ブラジル駐在武官に任命される。
第2議会中の1956年6月にデ・ラ・ペンネは政界入りし、 キリスト教民主党ジェノヴァ選挙区選出の代議院議員になった。彼は一時的に休職し、名誉的に中将の階級に達した。デ・ラ・ペンネは1961年にイタリア自由党に移籍し、1958年から1976年までの間、第3議会、第4議会、第5議会、第6議会でそれぞれ再選された。
デ・ラ・ペンネは第2議会と第3議会で運輸委員会委員を務めた（1956年7月1日から1958年6月11日、1958年6月12日から1961年6月30日）ほか、第2議会、第3議会、第4議会、第5議会で国防委員会委員を務めた（1957年7月1日から1958年6月11日、1958年6月12日から1963年5月15日、1963年7月1日から1968年6月4日、1968年7月10日から1972年5月24日）。
また、	1956年6月27日から1976年7月4日まで代議院副議長、1972年6月30日から1973年7月7日まで第2次アンドレオッティ政権の商船省事務次官を務めた。
デ・ラ・ペンネは1992年1月17日にジェノヴァで死去した。

## 栄典
- 武勇黄金勲章（イタリア語版） ・・・ （アレクサンドリア、1941年12月18日 – 19日）
- 武勇銀勲章（イタリア語版） ・・・ （ジブラルタル、1940年）
- 聖マウリッツィオ・ラザロ勲章
- 戦功十字章（英語版） ・・・ 2個

- 1993年に就役したイタリア海軍のデ・ラ・ペンネ級駆逐艦1番艦「ルイージ・ドゥランド・デ・ラ・ペンネ」は、デ・ラ・ペンネに因み命名された。

## 映像作品において
『人間魚雷』（原題：『I sette dell'Orsa maggiore』、ドゥイリオ・コレッティ監督）
- ジブラルタル港攻撃やアレクサンドリア港攻撃を題材にした1953年のイタリア映画。撮影にはデチマ・マスの元隊員たちが参加しており、デ・ラ・ペンネもアドバイザーとして制作に参加している[14]。劇中ではデ・ラ・ペンネに相当するシルヴァーニ大尉が登場し、ピエール・クレソワ（英語版）が演じた[15]。

『巨艦いまだ沈まず』（原題：『The Valiant/L'affondamento della Valiant』、ロイ・ウォード・ベイカー監督）
- アレクサンドリア港攻撃を題材にした1962年のイタリア・イギリス合作映画。劇中、デ・ラ・ペンネをエットーレ・マンニ（英語版）が、モーガンをジョン・ミルズが演じた。戦艦「ヴァリアント」のシーンでは、イタリア海軍を退役した軽巡洋艦「ルイージ・ディ・サヴォイア・ドゥーカ・デッリ・アブルッツィ」が撮影に使用されている[16]。